# Sztéliosz Maledzász
Sztéliosz Maledzász (görögül: Στέλιος Μαλεζάς) (Kateríni, Görögország, 1985. március 11. –) görög labdarúgó, aki jelenleg a PAÓK-ban játszik hátvédként. A görög válogatott tagjaként ott volt a 2010-es világbajnokságon és a 2012-es Európa-bajnokságon.

## Pályafutása

### PAÓK
Maledzász 2003-ban került a PAÓK csapatához, ott kapta meg pályafutása első profi szerződését. A 2008/09-es szezonra sikerült megszilárdítania a helyét a kezdőben. 2009. február 6-án új, 2013-ig szóló szerződést kötött a klubbal.

## Válogatott
Maledzász 2010. február 28-án, Szenegál ellen mutatkozott be a görög válogatottban. A csapat tagjaként részt vett a 2010-es világbajnokságon és a 2012-es Európa-bajnokságon.

## Fordítás
- Ez a szócikk részben vagy egészben  a   Stelios Malezas című angol Wikipédia-szócikk fordításán alapul.  Az eredeti cikk szerkesztőit annak laptörténete sorolja fel. Ez a jelzés csupán a megfogalmazás eredetét és a szerzői jogokat jelzi, nem szolgál a cikkben szereplő információk forrásmegjelöléseként.

## Külső hivatkozások
- Adatlapja a PAÓK honlapján